# Skadarska nadbiskupija
██ Skadarska biskupija u 15. stoljeću
Skadarska nadbiskupija je rimokatolička nadbiskupija u Albaniji.
U doba bizantske vlasti, dok je još bila biskupijom, pripadala je Barskoj nadbiskupiji.
Od 1089. nalazila se pod nadležnošću Dukljansko-barske nadbiskupije i metropolije. U to je vrijeme latinski jezik bio jezikom bogoslužja, a pisalo se latiničnim pismom, dok su slavenski jezici bili samo u pomoćnoj funkciji. Jedan od skadarskih biskupa bio je (oko 1623.g.) i Dominik Andrijašević, kojeg su Turci protjerali, a spominje ga Gašpar Vinjalić u svojojoj knjizi.